# Gnadenkapelle Rosa Mystica
Die römisch-katholische Gnadenkapelle Rosa Mystica ist die ursprüngliche Kirche des Wallfahrtsortes Maria Rosenberg.

## Geschichte

### Anfänge
Die in das 12. Jahrhundert zurückreichende Rosenberger Gnadenkapelle ist das historisch erste Zeugnis, das auf eine Wallfahrtstradition schließen lässt. Doch liegt auch ihre Entstehung im Dunkel der Geschichte. Es ist unklar, ob der Bau vom Kloster Herbitzheim bei Bitsch, vom Kloster Hornbach oder von der Prämonstratenserabtei Wadgassen aus erfolgt ist, die in Burgalben Besitzungen hatte. Um 1150 wurde der mittlere Teil der heutigen Kapelle, die sogenannte Urkapelle, gebaut. Das Heiligtum dürfte schon damals der Gottesmutter geweiht worden sein. Zwei einander gegenüberliegende, mittlerweile vermauerte Türen im Norden und Süden deuten darauf hin, dass das seit der Reformation verschollene, ursprüngliche Gnadenbild der Mutter mit dem göttlichen Kind Ziel von Prozessionen war. Um 1250 entstand der Chorraum, und 1430 wurde die Kapelle nach Westen erweitert. Der steigende Besuch der Kapelle führte 1430 zur Stiftung einer eigenen Kaplanei, deren Errichtungsurkunde den Charakter als Marienheiligtum unterstreicht.

### Frühe Neuzeit
Nach den Rückschlägen in der Zeit der Glaubensspaltung – die Kapelle fiel 1570 an die lutherische Grafschaft Hanau-Lichtenberg, die die Wallfahrt untersagte und das Gotteshaus schloss – und nach den Verwüstungen des Dreißigjährigen Krieges erhielten die Katholiken 1684 ihr Heiligtum zurück. Von 1722 an nahmen die Wallfahrten stark zu. In 1730er Jahren wurde die Kapelle baulich wiederhergestellt und nochmals nach Westen erweitert. Auf der Empore nahm ein Einsiedler Wohnung.
1822 verfügte der bayerische Staat mit kirchlicher Unterstützung die Schließung der Kapelle – wegen angeblicher Missbräuche bei der Wallfahrt. Bei Beerdigungen auf dem benachbarten Friedhof durfte nicht einmal die Glocke der Kapelle geläutet werden. Die Pilger hielten daraufhin weiter ihre Andachten, wenn auch im Freien vor der verschlossenen Kapelle. Ab 1844 hingegen konnte sich die Wallfahrt durch die Unterstützung des Bischofs Nikolaus von Weis wieder ungehindert entfalten.

## Architektur und Kunst
Die einschiffige Wallfahrtskapelle geht in ihrem Kern auf die Mitte des 12. Jahrhunderts zurück. Der ursprüngliche romanische Kapellenbau wurde um 1250 durch einen Chor, im 15. Jahrhundert durch zwei zusätzliche Langhausachsen und im 18. Jahrhundert noch einmal nach Westen erweitert. Anfang der 1930er Jahre wurde die Kapelle durch Albert Boßlet (Würzburg) grundlegend renoviert, In der Kapelle befindet sich die barocke Madonna aus Eichenholz, die wohl nach 1738 hierher kam und 1934 um einen Strahlenkranz mit goldenen Rosen ergänzt wurde.